# Annuaire de l’Institut de Philologie et d’Histoire Orientales et Slaves
Annuaire de l’Institut de Philologie et d’Histoire Orientales et Slaves – rocznik ukazujący się w Brukseli od 1932 roku. Publikowane są w nim artykuły dotyczące Bizancjum i Słowian, głównie z zakresu literatury i historii. 